# HD 46229
HD 46229，又名BD-08 1462，SAO 133369、HR 2381，是一颗恒星，视星等为5.43，位于銀經218.02，銀緯-8.05，其B1900.0坐标为赤經6h 27m 1.7s，赤緯-8° -8.05′ 11″。